# Selago huilana
Selago huilana är en flenörtsväxtart som beskrevs av O.M. Hilliard. Selago huilana ingår i släktet Selago och familjen flenörtsväxter. Inga underarter finns listade i Catalogue of Life.